# 静村 (茨城県那珂郡)
静村（しずむら）は茨城県那珂郡にかつて存在した村である。 

## 地理
現在の常陸大宮市の南東部および那珂市の北西部に位置する。村域には平地になっており、久慈川の支流が流れている。

## 歴史
村名は村内にある静神社に由来する。

### 村域の変遷
- 1889年（明治22年）4月1日 - 町村制施行に伴い、上村田村・下村田村・石沢村・静村・下大賀村が合併し那珂郡静村が発足。
- 1955年（昭和30年）3月31日 - 市町村合併により消滅。
  - 上村田・下村田・石沢は大宮町・上野村・玉川村・大賀村・大場村、久慈郡世喜村の一部（富岡・塩原・辰ノ口・小倉）と合併し、改めて大宮町が発足。
  - 静・下大賀は瓜連町に編入。

変遷表
| 1868年 以前 | 1868年 以前 | 1889年 4月1日 | 1955年 3月31日 | 2004年 10月16日       | 2005年 1月21日 | 現在       |
| ----------- | ----------- | ------------- | -------------- | --------------------- | -------------- | ---------- |
|             | 上村田村    | 静村          | 大宮町         | 常陸大宮市 に市制改称 | 常陸大宮市     | 常陸大宮市 |
|             | 下村田村    | 静村          | 大宮町         | 常陸大宮市 に市制改称 | 常陸大宮市     | 常陸大宮市 |
|             | 石沢村      | 静村          | 大宮町         | 常陸大宮市 に市制改称 | 常陸大宮市     | 常陸大宮市 |
|             | 静村        | 静村          | 瓜連町         | 瓜連町                | 那珂町 に編入  | 那珂市     |
|             | 下大賀村    | 静村          | 瓜連町         | 瓜連町                | 那珂町 に編入  | 那珂市     |

## 人口・世帯

### 人口
総数（単位：人）
| 1891年（明治24年） | 2,847 |
| 1920年（大正9年）  | 2,859 |
| 1935年（昭和10年） | 3,173 |
| 1950年（昭和25年） | 4,199 |

### 世帯
総数（単位：世帯）
| 1920年（大正9年）  | 603 |
| 1935年（昭和10年） | 637 |
| 1950年（昭和25年） | 747 |

## 交通

### 鉄道
- 日本国有鉄道（ → 東日本旅客鉄道）
  - ■水郡線
    - 静駅 - ※常陸村田駅

※常陸村田駅は1944年11月11日に廃止

### 道路
- 二級国道
  - 国道118号